# چلچله صخره‌ای گلوسرخ
چلچله صخره‌ای گلوسرخ (نام علمی: Ptyonoprogne rufigula) یک پرنده گنجشک‌سان کوچک از تیرهٔ پرستویان (Hirundinidae) است. در منطقه وسیعی از آفریقا از سیرالئون به سوی شرق تا اریتره و اتیوپی و سپس از جنوب در سراسر شرق آفریقا تا زیمبابوه و شمال موزامبیک یافت می‌شود. در گذشته به عنوان زیرگونهای از چلچله صخره‌ای بزرگ در نظر گرفته می‌شد.